# Jacques David Martin de Campredon
Pour les articles homonymes, voir Campredon.
Ne doit pas être confondu avec Jacques de Campredon.
 (décembre 2020).
Jacques David Martin de Campredon, né le 13 janvier 1761 à Montpellier et mort le 11 avril 1837 dans cette même ville, est un général français de la Révolution et de l’Empire.

## Biographie
Il entre de bonne heure dans le corps royal du génie, et ne tarde pas à se faire distinguer par son exactitude et son application. Les connaissances qu'il acquit lui méritèrent un avancement rapide pendant les guerres de la première République française. Il est professeur-adjoint de fortification à l'École centrale des travaux publics de 1794 à 1795, future École polytechnique. Chef de bataillon du génie en l'an V, distingué par le général en chef Napoléon Bonaparte et mentionné dans ses rapports, il est promu au grade de général de brigade d'artillerie le 4 novembre 1799. En l'an VIII, chargé d'achever et de perfectionner les ouvrages que Suchet a fait élever à la tète du pont du Var pour défendre cet important passage contre les Autrichiens, il s'acquitte de cette mission avec autant d'intelligence que de zèle et se fait connaître comme un des officiers les plus habiles de son arme. L'Empereur le fait en l'an XIII, membre de la Légion d'honneur le 19 frimaire, commandant de l'ordre le 25 prairial, et lui confie en l'an XIV, la direction des travaux de Mantoue.
Nommé commandant du génie à l'armée de Naples, il mérite des éloges pour sa conduite pendant le siège de Gaète, qui est pris en février 1806, et contribue aux succès obtenus par le maréchal Masséna au cours de cette campagne. Le 10 août de la même année, Napoléon le récompense de ses services en le nommant général de division le 15 août 1806. Employé presque constamment en Italie, il passe au service de Naples lorsque Joseph Bonaparte devient roi de cet État. Élevé le 19 mai 1808 à la dignité de grand-croix de l'ordre royal des Deux-Siciles, il est chargé l'année suivante du portefeuille de la Guerre en l'absence du général Reynier. Au début de la campagne de Russie, le 8 octobre 1812, il est nommé gouverneur général de l'état client de Courlande, fondé en août,. En 1813, il accompagne en Russie les troupes napolitaines et se signale dans plusieurs rencontres. Après la retraite, il s'enferme dans Dantzig où il commande l'arme du génie pendant le siège. Son expérience et le courage qu'il déploie dans différentes sorties sont d'un grand secours au général Rapp qui défend la place. Ayant été fait prisonnier et conduit à Kiev malgré les conditions stipulées dans la capitulation, il envoie en juin 1814 son adhésion aux actes du sénat.
Il rentre en France à la signature de la paix, et le 27 juin, il est nommé chevalier de Saint-Louis. Deux jours après, il est élevé au rang de grand officier de la Légion d'honneur et reçoit le 24 septembre de la même année la confirmation du titre de baron de l'Empire qu'il tenait de la munificence impériale. Toutes ces faveurs ne l'empêchent pas de prendre sa retraite lors du licenciement de l'armée. Toutefois, Louis XVIII le nomme commandant de l'ordre du mérite militaire (en fait l'ordre royal et militaire de Saint-Louis) le 24 août 1823. Quatre ans après en novembre 1827, il est fait grand-croix du même ordre. En 1825, il est attaché à la commission chargée de prononcer l'admission des élèves à l'École polytechnique. Une ordonnance du 11 septembre 1835 l'appelle à la Chambre des pairs. Le général Campredon meurt le 11 avril 1837 et est inhumé au Cimetière protestant de Montpellier. Son nom est gravé sur l'arc de triomphe de l'Étoile, côté Sud.
Il est considéré par l'historien Jean Tulard comme « l'un des meilleurs officiers du génie de Napoléon ».

## Mémoires
- Documents militaires du lieutenant général de Campredon, annotés et publiés par Charles Auriol, Paris, Plon, 1888, 312 p.[6].

## Armoiries
| Figure | Blasonnement |
|        | Armes de Jacques David Martin, baron de Campredon et de l'Empire D'argent, à un chevalier, armé de toutes pièces, tenant une épée levée, et monté sur un cheval galopant, le tout de gueules, soutenu d'une terrasse de sinople. |